# Gruppi dei cosmonauti sovietici e russi
Prima dell'unificazione dei Corpi cosmonauti russi avvenuta nel 2011 per ordine di Roscosmos, ogni organizzazione spaziale russa poteva selezionare i propri cosmonauti. In questo elenco sono stati raggruppati i gruppi dei cosmonauti selezionati nello stesso periodo e che hanno svolto l'addestramento di base insieme. Inoltre, sono presenti solo i gruppi di cui almeno un cosmonauta è andato nello spazio, mentre per l'elenco completo di tutti i Gruppi di selezione si veda la Lista degli astronauti per anno di selezione. Di seguito sono elencate in ordine alfabetico le organizzazioni più importanti:
- AMN: gruppi dei cosmonauti selezionati dall'Accademia sovietica delle scienze mediche;
- GKNII: gruppi dei cosmonauti selezionati dall'Istituto di ricerca scientifica Red Banner del VVS per i voli a bordo della navicella Buran;
- LII: gruppi dei cosmonauti selezionati dall'Istituto di ricerca aeronautica Gromov. I cosmonauti di questi gruppi erano piloti collaudatori addestratati a pilotare la navicella Buran;
- IMBP: gruppi dei cosmonauti selezionati dall'Istituto di Problemi Medici e Biologici dell'Accademia delle scienze russe;
- MAP: gruppi dei cosmonauti selezionati dal Ministero dell'industria aeronautica sovietica;
- RKKE: gruppi dei cosmonauti selezionati da RKK Ėnergija. Prima di adottare questo nome era conosciuta come OKB, TsKBEM e NPOE;
- TsPK: gruppi dei cosmonauti selezionati dal Centro di addestramento cosmonauti Jurij Gagarin (GCTC), principalmente dai piloti delle forze armate russe.

Gruppi dei cosmonauti sovietici:
- Gruppo cosmonauti TsPK 1
- Gruppo cosmonauti TsPK Donne
- Gruppo cosmonauti TsPK 2
- Gruppo cosmonauti Voschod 1
- Gruppo cosmonauti TsPK 3
- Gruppo cosmonauti TsPK 4
- Gruppo cosmonauti TsKBEM 1
- Gruppo cosmonauti TsPK 5
- Gruppo cosmonauti TsKBEM 2/IMBP 1
- Gruppo cosmonauti TsKBEM 3
- Gruppo cosmonauti TsPK 6
- Gruppo cosmonauti LII 1
- Gruppo cosmonauti TsPK 7/NPOE 4
- Gruppo cosmonauti MAP
- Gruppo cosmonauti AMN
- Gruppo cosmonauti NPOE 6
- Gruppo cosmonauti NPOE 7
- Gruppo cosmonauti TsPK 8/NPOE 8
- Gruppo cosmonauti TsPK 9
- Gruppo cosmonauti TsPK 10/NPOE 9/IMBP 5/GKNII 3
- Gruppo cosmonauti TsPK 11

Gruppi dei cosmonauti russi:
- Gruppo cosmonauti NPOE 10
- Gruppo cosmonauti NPOE 11
- Gruppo cosmonauti MKS/RKKE 12
- Gruppo cosmonauti TsPK 12/RKKE 13/RKKE 14
- Gruppo cosmonauti TsPK 13/RKKE 15/IMBP 6
- Gruppo cosmonauti TsPK 14/RKKE 16
- Gruppo cosmonauti TsPK 15/RKKE 17/RKKE 18
- Gruppo cosmonauti Roscosmos 16
- Gruppo cosmonauti Roscosmos 17
- Gruppo cosmonauti Roscosmos 18
- Gruppo cosmonauti Roscosmos 19